# Unión Democrática Timorense

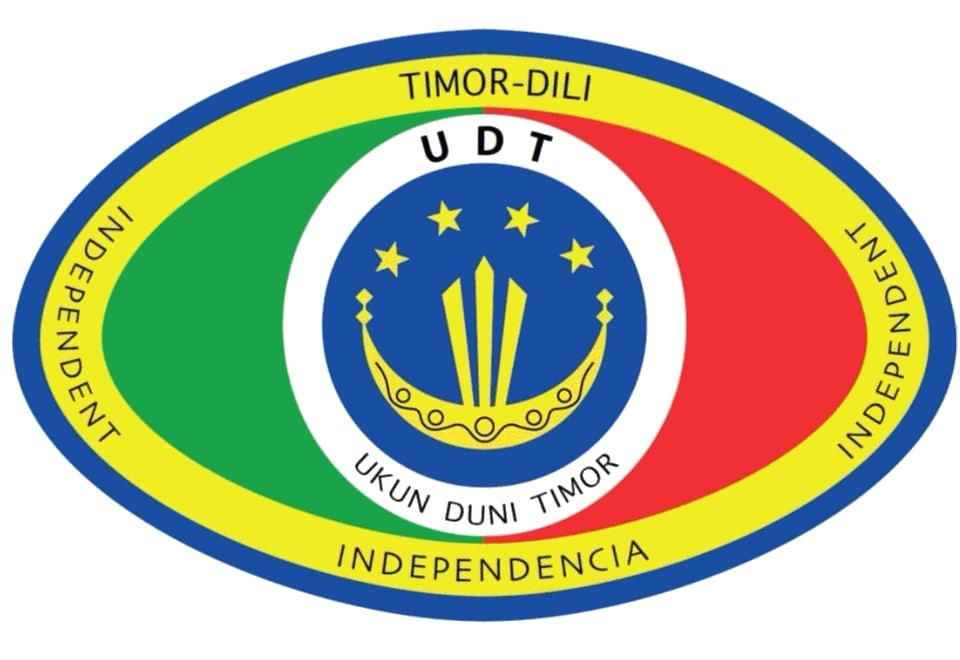
Logo de la UDT (União Democrática Timorense)

La Unión Democrática Timorense o UDT (en portugués União Democrática Timorense) es un partido político de Timor Oriental fundado el 25 de mayo de 1974 por Francisco Lopes da Cruz.
Fue el primer partido político organizado de Timor Oriental, en sus inicios apoyaba un lazo de continuidad con Portugal pero luego cambió su postura y apoyó al Frente Revolucionario de Timor Oriental Independiente (FRETILIN) para lograr la independencia política del país. Luego la alianza se rompería y algunos de sus líderes serían asesinados o forzados al exilio. Se organizaron en Portugal en los años noventa y en 1998 apoyaron la campaña de independencia de Timor Oriental de Indonesia. 

En las elecciones parlamentarias de agosto de 2001 consiguen 2 de los 88 curules pasando a ser la quinta fuerza política más grande del país. João Viegas Carrascalão presidente de UDT se lanza a las elecciones presidenciales de 2007 quedando en el último lugar con el 1,72 % de los votos concentrando su fuerza política 

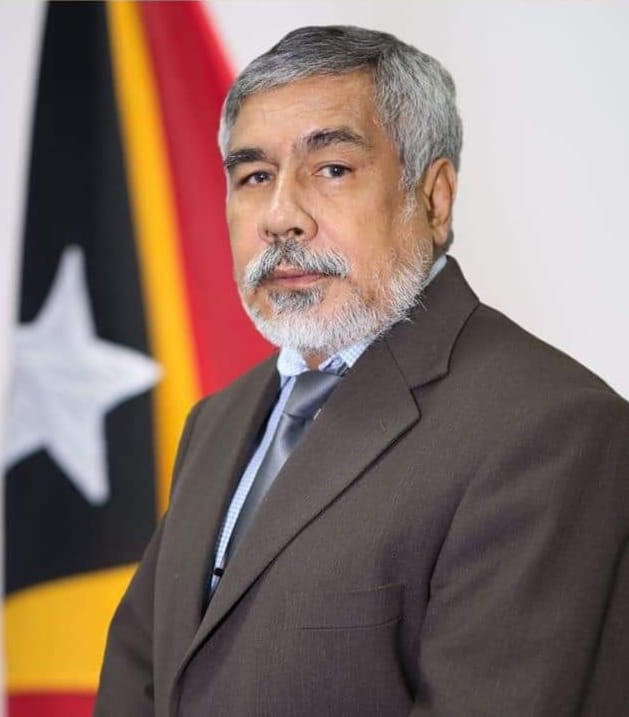
Gilman Exposto dos Santos

principalmente en Ainaro, Liquiçá y Manatuto donde su votación fue entre el 3,2 y el 4,3 %. En las elecciones al Parlamento Nacional solo consiguieron el 1 % de los votos.